# Turdus nigrescens
Turdus nigrescens là một loài chim trong họ Turdidae.